# LAPONE GIRLS의 음반
이 문서는 LAPONE GIRLS에서 발매한 음반 목록이다.

## 2020년대
- 2024년 4월 17일 ME:I - [1st Single] MIRAI
- 2024년 6월 19일 IS：SUE - [1st Single] 1st IS:SUE
- 2024년 8월 28일 ME:I - [2st Single] Hi-Five

## 같이 보기
- LAPONE 엔터테인먼트의 음반